# Vertigo dalliana
Vertigo dalliana är en snäckart som beskrevs av Sterki 1890. Vertigo dalliana ingår i släktet Vertigo och familjen puppsnäckor. Inga underarter finns listade i Catalogue of Life.